# NGC 2921
NGC 2921 је спирална галаксија у сазвежђу Хидра која се налази на NGC листи објеката дубоког неба.
Деклинација објекта је - 20° 55' 11" а ректасцензија 9h 34m 31,1s. Привидна величина (магнитуда) објекта NGC 2921 износи 11,9 а фотографска магнитуда 12,9. NGC 2921 је још познат и под ознакама ESO 565-17, MCG -3-25-6, IRAS 09321-2041, PGC 27214.